# 安娜 (人名)
安娜（Anna）是希伯来语名字“涵娜”（羅馬化：Channah）的拉丁版本，意为“优雅”、“恩惠”。“安娜”在英语国家的使用已有数百年的历史，最初的原始英文拼写是“Ann”（安）。而在世界范围内，一个更加流行的拼写版本是来自法语的拼法“Anne”。“安娜”一名的最早使用是在天主教中聖母瑪利亞的母亲“圣安娜”。这位圣人的名字使得“安娜”一名在基督徒中开始被广泛使用。在西方历史中，有几位圣人或女王亦取名“安娜”。在荷兰语中，“安纳”也可作为男性的名字，如安纳·德·弗里斯。

## 变体
以下列出了一系列安娜一名在其他语言的版本，包括其他拼法和缩略式。
- Aina （加泰罗尼亚语）、（瑞典语）
- áine （爱尔兰语）
- Ana 保加利亚语、克罗地亚语、格鲁吉亚语、（夏威夷语）、马其顿语、葡萄牙语、罗马尼亚语、塞尔维亚语、斯洛文尼亚语、（西班牙语）
- Anabel 英语、（西班牙语）
- Anabela （葡萄牙语）
- Anabella （西班牙语）
- Anaïs （加泰罗尼亚语）、法语、普罗旺斯语
- Ana-Maria （罗马尼亚语）
- Anca （罗马尼亚语、捷克语）
- Ance （拉脱维亚语）
- Anci （匈牙利语）
- Ane （巴斯克语）、（丹麦语）、（夏威夷语）
- Anelie （德语）
- Aneta （捷克语）、（乌克兰语）
- Anete （拉脱维亚语）
- Anette （挪威语）、（瑞典语）
- Anezka （捷克语）
- Ania （波兰语）、（俄语）
- Anica （克罗地亚语）、（罗马尼亚语）、（塞尔维亚语）、（斯洛文尼亚语）、（西班牙语）
- Anice （苏格兰语）
- Anicka （捷克语）
- Anicuta （葡萄牙语）、（罗马尼亚语）
- Anie （亚美尼亚语）
- Anika （丹麦语）、荷兰语、（德语）
- Anikó （匈牙利语）
- Anina （德语）
- Anissa （英语）
- Anita （芬兰语）、（西班牙语）、（葡萄牙语）、（拉脱维亚语）、（瑞典语）
- Anitte （德语）
- Anja （丹麦语）、（芬兰语）、德语、（挪威语）、（斯洛文尼亚语）、（瑞典语）
- Anka （保加利亚语）、（克罗地亚语）、（波兰语）、（塞尔维亚语）
- Ann  （英语）、（瑞典语）
- Anna （亚美尼亚语）、（布列塔尼语）、（保加利亚语）、（加泰罗尼亚语）、（捷克语）、（丹麦语）、（荷兰语）、（英语）、（爱沙尼亚语）、（芬兰语）、（德语）、（希腊语）、（匈牙利语）、 （冰岛语）、（意大利语）、（日语）、（拉脱维亚语）、（挪威语）、（波兰语）、（俄语）、（斯洛伐克语）、（瑞典语）
- Annabel （加泰罗尼亚语）、（英语）
- Anna-Bella （英语）、（瑞典语）
- Annabella （英语）、（意大利语）
- Annabelle （英语）、（法语）
- Annabeth （英语）
- Anna-Carin （瑞典语）
- Anna-Greta （瑞典语）
- Anna-Karin （瑞典语）
- Annalee （英语）
- Anna-Liisa （爱沙尼亚语）、（芬兰语）
- Anna-Lisa （瑞典语）
- Annalisa （英语）、（意大利语）
- Annalise （英语）
- Anna-Maria （瑞典语）
- Annamaria （意大利语）
- Ann-Britt （瑞典语）
- Ann-Charlotte （瑞典语）
- Annchen （德语）
- Ann-Christin （瑞典语）
- Annegret （德语）
- Anneka （英语）
- Anneke （荷兰语）
- Anneli （爱沙尼亚语）、（芬兰语）、（瑞典语）
- Annelie （丹麦语）、（德语）、（挪威语）、（瑞典语）
- Annelien （荷兰语）
- Annelies （荷兰语）、（德语）
- Anneliese （荷兰语）、（德语）
- Annelise （丹麦语）
- Annella （苏格兰语）
- Annele （拉脱维亚语）
- Annelle （法语）
- Annemarie （荷兰语）、（英语）、（德语）
- Annetta （意大利语）
- Annette （法语）
- Anni （爱沙尼亚语）、（芬兰语）、（德语）、（瑞典语）
- Annick （布列塔尼语）
- Annie （英语）
- Anniina （芬兰语）
- Annija （拉脱维亚语）
- Annika （荷兰语）、（芬兰语）、（拉脱维亚语）、（瑞典语）
- Anniken （挪威语）
- Annikki （芬兰语）
- Anninya （拉脱维亚语）
- Ann-Kristin （瑞典语）
- Ann-Louise （瑞典语）
- Ann-Margret （瑞典语）
- Ann-Mari （瑞典语）
- Ann-Marie （瑞典语）
- Annmarie （英语）
- Annora （英语）
- Annouche （法语）
- Ann-Sofi （瑞典语）
- Ann-Sofie （瑞典语）
- Annus （匈牙利语）
- Annukka （芬兰语）
- Annushka （匈牙利语）、（俄语）
- Annuska （匈牙利语）
- Anona （英语）
- Anouk （荷兰语）、（法语）
- Anoushka （斯拉夫语）
- Anouska （斯拉夫语）
- Ans （荷兰语）
- Antje 荷兰语、（德语）
- Anu （爱沙尼亚语）、（芬兰语）
- Anushka （俄语）
- Anuska （捷克语）
- Anya （俄语）、（拉脱维亚语）
- Anyu （匈牙利语）
- Anyuta （拉脱维亚语）
- Asya （拉脱维亚语）
- Asenka （拉脱维亚语）
- Ayn
- Ayna
- Chana （希伯来语）
- Chanah （希伯来语）
- Channah （希伯来语）
- Enye （希伯来语）
- Hajna （匈牙利语）
- Hana （捷克语）、（日语）、（斯洛伐克语）
- Hania （波兰语）
- Hanka （波兰语）
- Hanna （丹麦语）、（荷兰语）、（英语）、（爱沙尼亚语）、芬兰语、（德语）、（冰岛语）、（挪威语）、（波兰语）、（瑞典语）、乌克兰语
- Hanne （德语）、（斯堪的纳维亚语支）
- Hannelore （德语）
- Hena （意第緒語）
- Henda （意第緒語）
- Hendel （意第緒語）
- Hene （意第緒語）
- Henye （意第緒語）
- Leann （英语）
- Leanna （英语）
- Leanne （英语）
- Leeann （英语）
- Lisanne （荷兰语）、（英语）
- Luana （英语）
- Luann （英语）
- Luanna （英语）
- Luanne （英语）
- Marian （英语）
- Mariana （捷克语）、（葡萄牙语）、（罗马尼亚语）、（西班牙语）
- Marianna （英语）、（希腊语）、 （匈牙利语）、（意大利语）、（波兰语）、（俄语）、（斯洛伐克语）
- Marianne （英语）、（法语）、（挪威语）、（瑞典语）
- Marijana （克罗地亚语）、（塞尔维亚语）、（斯洛文尼亚语）
- Marina （葡萄牙语）、（俄语）、（日语）
- Marja （瑞典语）
- Marjan （荷兰语）
- Marjana （斯洛文尼亚语）
- Maryann （英语）
- Maryanne （英语）
- Nainsí （爱尔兰语）
- Nan （英语）
- Nana （西班牙语）、（日语）
- Nancy （英语）、（瑞典语）
- Nandag （苏格兰语）
- Nanette （英语）、（法语）
- Nani （希腊语）
- Nannie （英语）
- Nanny （英语）
- Nanor （西班牙语）
- Nettchen （德语）
- Nina （葡萄牙语）
- Niina （爱沙尼亚语）、（芬兰语）
- Nina （匈牙利语）、（西班牙语）、（瑞典语）
- Ninon （法语）
- Nita （西班牙语）
- Noula （希腊语）
- Nyura （俄语）、（乌克兰语）
- Ona （希伯来语）、（立陶宛语）
- Onnee （马恩岛语）
- Panni （匈牙利语）
- Pollyanna （英语）
- Rosanna （英语）、（意大利语）、（葡萄牙语）
- Rosannah （英语）
- Rosanne （英语）
- Roseann （英语）
- Roseanne （英语）
- Rozanne （英语）
- Ruthann （英语）
- Ruthanne （英语）
- Saranna （英语）
- Yanina （拉脱维亚语）

## 人物
历史上有许多有名的女性以“安娜”或“安妮”为名。
- 安娜·德·弗里斯（英语：Anne de Vries），荷兰作家，来自德伦特省
- 安娜，罗马神话和文学中蒂朵的姐妹
- 安娜，亚瑟王传奇中莫高思（Morgause）的另一个名字
- 女先知亚娜，《路加福音》2章36节中的一位女先知，法内力的一个女儿
- 安娜 (东昂格利亚)，7世纪中期的一位东昂格利亚国王
- 安妮女王，17世纪的大不列颠王国女王
- 安妮公主，伊丽莎白二世唯一的女儿
- 安·波林，16世纪一位英格兰王后，亨利八世的第二任妻子
- 克里維斯的安妮，德意志女性，亨利八世的第四任妻子
- 奥地利的安妮，法兰西王后，路易十三的妻子
- 布列塔尼的安妮，法兰西王后
- 安妮·海德，17世纪的一位女约克公爵
- 门多萨的安娜（英语：Ana de Mendoza e de la Cerda），西班牙贵族
- 安妮·法兰克，犹太人，15岁死于伯根-贝尔森集中营，留有《安妮日记》
- 安妮·海瑟薇，女演员，威廉·莎士比亚之妻
- 安娜·梅·布拉克或蒂娜·透納，美国女歌手，被誉为“摇滚乐女王”
- 安妮·夜莺，英国广播员
- 安妮·欧克丽，19世纪闻名美国西部的女子神枪手
- 阿妮塔·帕伦伯格，意大利模特、女演员

### 虛構人物
- 安娜·卡列尼娜，托爾斯泰小說《安娜·卡列尼娜》主人公
- 安娜公主，迪士尼动画片角色
- 尤里·安娜，韩国NEXON网络游戏《絕對武力 Online》及《絕對武力 Online 2》角色
- 張安娜，新加坡時代劇《小娘惹之翡翠山》角色

## 圣安娜
“圣安娜（Saint Anna）”除了代指其本人，也可以作为人名。在西班牙语中通常写作桑塔·安纳（Santa Ana或Santana）。例如：安东尼奥·洛佩斯·德·桑塔·安纳。
- 聖安娜（Saint Anna或Santa Ana），天主教傳統中圣母玛利亚的母亲，耶稣的外祖母